# Sardinata
Sardinata è un comune della Colombia facente parte del dipartimento di Norte de Santander.
Il comune venne istituito il 25 agosto 1906, a seguito di una richiesta della popolazione promossa da Raimundo Ordoñez Yañez.